# Fatehpur (dystrykt Fatehpur)
Fatehpur – miasto w północnych Indiach w stanie Uttar Pradesh, na Nizinie Hindustańskiej.
Populacja miasta w 2001 roku wynosiła 151 757 mieszkańców.